# Strypa (obwód zakarpacki)
Strypa (ukr. Стрипа) – wieś na Ukrainie. Należy do rejonu użhorodzkiego w obwodzie zakarpackim i liczy 496 mieszkańców.